# Леди Саядо
Леди Саядо У Шанадхаджа ( бирм. လယ်တီဆရာတော် ဦးဉာဏဓဇ, 1 декабря 1846 г. — 27 июня 1923 г.) — влиятельный буддийский монах школы тхеравада. Был признан знатоком как теории (Абхидхамма), так и практики буддизма и почитался как учёный. Он написал много книг по Дхамме на бирманском языке, которые были доступны даже простым мирянам. Способствовал распространению Дхаммы на всех уровниях общества и возрождению традиционной практики медитации випассана, сделав её более доступной как для монахов, так и для мирян.

## Биография

### Детство
Маун Тет Кхаун родился в 13 день растущей луны месяца Натав, в 1846 году, в деревне Саингпьин, предместья Дипеин, районе Швебо (ныне Моунъюа). Его родителями были У Тун Тха и Доу Кьен. У него было три младших брата, двое из которых стали монахом, а третий прожил жизнь домохозяина. В детстве он ходил в сельскую школу при монастере, где детей учили декламировать паритта-сутты и читали им джатаки. В возрасте 8 лет родители отослали мальчика в монастырь Саядо, где его первым наставником стал Саядо У Нанда. Там он обучался грамоте, основам пали, изучал Палийский канон и «Абхидхамматха-сангаху». В более раннем и общепринятом тогда комментарии к этой работе он обнаружил и исправил несколько ошибок, его исправления в конечном итоге были приняты бхиккху стали стандартным вариантом.

### Молодость
В 15 лет он был посвящён в саманеры и по традиции получил имя Ньянадхая («Знамя познания»). Уже в 18-летнем возрасте Ньянадхая проявил первые признаки независимого мышления, будучи недовольным узостью образования, ограниченного Типитакой и декламацией в обществе других бхикку. К разочарованию своего учителя молодой саманера расстригся и вернулся к жизни мирянина. Через шесть месяцев его наставник вместе с другим влиятельным учителем, Мьинхтином Саядо, попытались убедить юношу вернуться к монашеской жизни, но тот отказался. Мьинхтин Саядо предложил ему хотя бы не бросать учебу и начать изучать Веды, на что Ньянадхая согласился. Чтобы получать помощь знатока Вед Саядо У Гандхамы, юноше надо было снова стать саманерой. За восемь месяцев он полностью освоил курс. Позже Леди Саядо рассказывал одному из своих учеников: «Сначала я надеялся зарабатывать на жизнь знанием Вед, предсказывая судьбы людей. Но мне повезло больше — я снова стал саманерой. Мои учителя были очень мудры; своей безграничной любовью и состраданием они спасли меня».
В 20 лет 20 апреля 1866 года саманера получил упасампаду и стал бхиккху У Ньянадхая под опекой своего старого наставника Саядо У Нанды. В следующем 1867 году перед началом вассы он покинул свои родные места и отправился в Мандалай, королевскую столицу Бирмы. Во времена правления короля Миндон Мина Мандалай был самым важным образовательным центром страны, а Маха-Джотикарама — одним из главнейших монастырей. Согласно правилам, чтобы получить в нём статус монаха-резидента бхикку У Ньянадхая произнёс наизусть 227 заповедей Патимоккхи. Вскоре он начал учиться у досточтимого Санкьяунга Саядо, который был известен тем, что перевел на бирманский язык «Висуддхимаггу» («Путь очищения») и был личным наставником короля Миндона. Во время его учебы в Мандалае Досточтимый Санкьяунг Саядо устроил экзамен для двух тысяч студентов, который состоял из двадцати вопросов. Бхиккху У Ньянадхая был единственным, кто смог достойно ответить на все вопросы. Его ответы были позже опубликованы в 1880 году под названием «Парами-дипани» («Руководство по совершенствованию»). Через 8 лет обучения в Маха-Джотикарама бхикку У Ньянадхая был аттестован как учитель пали.
В это время Король Миндон Мин спонсировал проведение пятого буддийского собора, созвав бхиккху из разных стран для декламации и исправления Типитаки. Собор состоялся в Мандалае в 1871 году, и заверенные тексты были высечены на 729 мраморных плитах, которые сегодня окружают большую золотую пагоду Кутодо у подножия холма Мандалай (каждая плита находится под небольшой пагодой). На этом соборе бхиккху У Ньянадхая помогал в редактировании и переводе текстов Абхидхаммы.
В 1883 году в Мандалае произошёл сильный пожар, в котором сгорела большая часть монастыря Маха-Джотикарама и королевского дворца. 33-летний бхикку У Ньянадхая, многие труды которого погибли в огне, покинул Мандалай и вернулся в свою родную деревню.
Дома он днём обучал бхикку и саманер, а вечерами медитировал в небольшой вихаре у подножия горы Лак-пак-таунг. Именно в этот период он начал заниматься випассаной в традиционной бирманской манере: с анапаной (дыханием) и веданой (ощущениями).
В 1885 году британцы завоевали Верхнюю Бирму и отправили последнего короля Тибо Мина в изгнание. С приходом англичан в Бирме стали употреблять мясо, опиум и алкоголь. Бхикку У Ньянадхая начал выступать с речами, особенно против употребления говядины, утверждая, что «убивать коров — все равно что убивать отца и мать. Волы обрабатывали ваши поля, коровы давали вам молоко» и «Что бы вы чувствовали, если бы вы были коровой и это происходило с вами?» В 1885 году он написал Nwa-myitta-sa (бирм. နွားမေတ္တာစာ), поэму в прозе против убийства крупного рогатого скота. Впоследствии он возглавил успешное бойкотирование говядины в колониальную эпоху и повлиял принятие этой позиции целым поколением бирманских националистов.

### Основание монастыря Леди-тавья
В 1886 году удалился на ретрит в лес Леди, расположенный на севере Моунъюа. Через некоторое время к нему стали приходить бхикку и миряне, чтобы получить наставления. Был построен лесной монастырь Леди-тавья. От названия этого монастыря произошло имя его наставника — Леди Саядо, что означает «уважаемый учитель из леса Леди». В течение 12 лет он преподавал в монастыре Типитаку и составлял новый комментарий к «Абхитхамматха Вибхавани Тике» (комментарий к Абхидхамме на сингальском языке), содержащий 230 исправления и получивший название «Параматтха-Дипани Тика».
В 1895 году Леди Саядо решил совершить паломничество в Бодх-Гаю и прочие священные буддийские места: Сарнатх, Раджагаху, Саватхи и Лумбини. Он был потрясён состоянием святых мест в Индии, которые были заброшены и находились в запустении, и пришёл к пониманию того, что если Дхамма и будет распространяться в Индии, то не через монахов, а через мирян. Это оказало огромное влияние на его дальнейшие действия. Леди Саядо вернулся в монастырь Леди в 1896 году, ему было 50 лет.

### Углублённая медитация
В 1900 году Саядо отказался от управления монастырём и сосредоточился на медитации на касинах в горных пещерах у берегов реки Чиндуин, в затем приступил к практике анапана. Он написал поэму «Львиный рык», в которой говорится, о достижении четвёртой дхьяны,  и передал её на хранение своему старшему ученику. Во время пребывания в горном монастыре он тяжело заболел. Говорят, что однажды очень старый белый человек пришел выразить свое почтение Леди Саядо и дал ему лекарство и болезнь сразу же отступила. В 1904 году он переехал на северный берег реки Чиндуин в горы Латпантаун. Здесь он занимался медитацией и писал книги. В конце 1903 года Леди Саядо по приглашению Кинвонминкьи У Каунга, премьер-министра короля Миндона, а затем короля Тибо Мина, приехал в Мандалай и остановился в его резиденции в старом дворце. Леди Саядо читал лекции по Дхамме, отвечая на вопросы членов королевской семьи и образованной публики, слушавшей его лекции. Он обучал их медитации анапана и написал книгу об этой технике. Проповедь Дхаммы Леди Саядо стала широко известна, и его стали приглашали для проповедей по всей Бирме.

### Популяризация Дхаммы
Леди Саядо написал много книг о Дхамме на бирманском языке. Он хотел, чтобы даже простой крестьянин мог их понять. Прежде было не принято писать на темы Дхаммы так, чтобы миряне могли иметь к ним доступ. Даже проповедуя, бхиккху обычно декламировали длинные отрывки на пали, а затем переводили их дословно, что простому человеку было трудно понять. Хотя «Абхидхамматтха-сангаха» («Изложение буддийской философии») была широко распространена среди учёных, её язык был слишком сложен для обычных людей. Поэтому Леди Саядо составил «Параматтха Санкхитта», представляющую собой краткое изложение этого текста на бирманском языке, что облегчило его чтение и понимание. Чтобы ещё больше содействовать распространению Дхаммы среди мирян, Леди Саядо создал «Ассоциации Параматтха Санкхит». Они донесли изучение Абхидхаммы до всех слоёв бирманского общества, тогда как раньше это было уделом лишь учёных.
В 1905 году Леди Саядо помог основать и организовать Ассоциацию Патикачамуппада, Ассоциацию Параматтха Санкхита, Ассоциацию Випассана и Ассоциацию по воздержанию от употребления говядины.
С 1903 по 1914 год Леди Саядав путешествовал по Бирме, выступая с лекциями, и «его страстное красноречие привлекало огромные толпы... он вызывал восторг у аудитории». В ответ на просьбы домовладельцев дать разъяснения, Леди Саядо написал множество руководств.
В 1914 году, находясь в монастыре Ратанасири, он написал «Випассана Дипани» («Руководство по медитации прозрения»), изложив описания практики и буддийской доктрины для европейцев, интересующихся буддизмом. Леди Саядо говорил, что он хотел «наделить людей инструментами освобождения в этой самой жизни... Все, что вам нужно, это пали khaṇikā Samādhi, "мгновенное сосредоточение". Пока вы можете чувствовать своё дыхание, ощущения, вы можете заниматься випассаной. Домохозяева могут делать это... время пришло; сейчас есть возможность. Практикуйте сейчас... Даже если вы можете просто быть с ощущениями и быть с этими четырьмя элементами: землёй, воздухом, огнём и водой, и чувствовать их, тогда вы можете практиковать випассану».
Леди Саядо назначил  У По Тета, фермера, который практиковал випассану в течение 14 лет по методам Саядо, первым учителем мирян, сказав при этом: «[Сая Тет], мой великий ученик, возьми мой посох. Начиная с сегодняшнего дня, учи Дхамме Рупы и Намы, воздавай почтение Сасане 7 вместо меня. Иди и учи».

### Признание правительства
К 1911 году репутация Леди Саядо как учёного и мастера медитации выросла настолько, что британское правительство Индии, которое также управляло Бирмой, присвоило ему титул Аггамаха-пандита (величайший учёный). Ему также была присвоена степень доктора литературы Рангунского университета. В 1913—1917 годах он вёл переписку с миссис Рис-Дэвидс из лондонского Общества палийских текстов, и переводы нескольких его дискуссий по Абхидхамме были опубликованы в «Журнале Общества палийских текстов».

### Конец жизни
В возрасте 73 лет Леди Саядо ослеп. Поскольку он больше не мог писать, он практиковал и преподавал медитацию. Последние два года он провёл в одном из монастырей, подаренных ему много лет назад в Пьинмане, к югу от Мандалая. Он скончался в день полнолуния 27 июля 1923 года в возрасте 77 лет.

## Наследие
Леди Саядо был одним из выдающихся бирманских буддистов своего времени. Он сыграл важную роль в возрождении традиционной практики випассаны, сделав её более доступной как для монахов, так и для мирян. Многие из его работ до сих пор доступны, в том числе на английском языке через Буддийское издательское общество (Шри-Ланка).
После смерти Леди Саядо в 1923 году влиятельные учителя, такие как У Ба Кхин, С. Н. Гоенка, Махаси Саядо и многие другие, распространили его учение на Запад.

### Основные труды
Ответы Леди Саядо на экзамене в Маха-Джотикараме были опубликованы в 1880 году под названием «Парами-дипани» («Руководство по совершенствованию»). Это была первая из его многих книг, опубликованных на пали и бирманском языке. В монастыре Леди он работал над новым комментарием к «Абхитхамматха Вибхавани Тике» (комментарий к Абхидхамме на сингальском языке), содержащим 230 исправлений и получившим название «Параматтха-Дипани Тика». В 1896 году на обратном пути из паломничества по буддийским святым местам Леди Саядо написал «Патиччасамуппада Дипани» («Цепь причин»). У него не было с собой справочников, но он хорошо знал Типитаку. В 1897 году, проводя затворничество во время сезона дождей в монастыре Леди, он написал книги по Дхамме на бирманском языке: «Лаккхана Дипани» («Руководство по характеристикам существования»), «Пунновада Дипани» («Медитация для Пунны») и «Виджжамага Дипани» («Руководство по пути к Святому знанию»). В 1899 году в монастыре Дхаммананда были написаны «Ниббана Дипани» и «Махасаяна Дипани». В 1900 году Саядо написал «Уттамапуриса Дипани». В 1901—1902 годах во время затворничества в горных пещерах он работал над «Ахара Дипани», «Анната Дипани» и «Дхамма Дипани». В 1903 году были написаны ещё пять книг: «Саммадиттхи Дипани» («Руководство по правильному пониманию»), «Чатусачча Дипани» («Руководство по четырем благородным истинам»), «Камматхана Дипани» («Руководство по медитации»), «Параматтха Санкхепа» (строфы на бирманском языке), «Нирутти Дипани» (на языке пали, комментарий к «Могалланавьякаране», знаменитой классической грамматике пали). В 1904 году Леди Саядо стал автором «Бхавана Дипани», «Бодхипакхия Дипани» и «Саддасанкхепа» («Садда Санкхитта»). В 1914 году в монастыре Ратанасири было создано руководство «Випассана Дипани» («Руководство по медитации прозрения»).

#### На пали
- Anattavibhāvanā
- Anu Dīpanī
- Exposition of Buddhism for the West (Представление буддизма на Западе)
- London Pali Devi Questions and answers (Вопросы и ответы Лондон Пали Деви)
- Nirutti Dīpanī or Vuttimoggallāna Tīkā
- Niyāma Dīpanī
- Padhāna Sutta
- Paramattha Dīpanī (Manual of Ultimate Truths or Abhidhammattha Sangaha Mahā Tīkā, Руководство о высших истинах или Абхидхамматха Сангаха Маха Тика)
- Patthānuddesa Dīpanī
- Sammāditthi Dīpanī
- Sāsanasampatti Dīpanī
- Sāsanavipatti Dīpanī
- Vaccavācaka Tīkā
- Vibhatyattha Tīkā
- Vipassanā Dīpanī
- Yamaka Pucchā Visajjanā.

#### На бирманском языке
- Admonitory letter prohibiting Lotteries and Gambling (Назидательное письмо о запрете лотерей и азартных игр);
- Admonitory letter to the inhabitants of Dipeyin Township for abstention from taking intoxicants (Назидательное письмо жителям поселка Дипэйин о воздержании от приема интоксикантов);
- Admonitory letter to U Saing, Headman of Saingpyin Village for abstention from taking intoxicants (Назидательное письмо У Саингу, старосте деревни Саингпьин, о воздержании от употребления интоксикантов);
- Āhāra Dīpanī (A Manual of Nutriment) (англ.). www.aimwell.org. Дата обращения: 6 июля 2021.
- Alankā Sankhitta
- Alphabets Sankhitta
- An Advice to hold a Lighting Festival at the Bo Tree within the precincts of Ledi Monastery, Monywa (Совет о проведении фестиваля фонарей у дерева Бо на территории монастыря Леди, Моунъюа)
- Ānāpāna dīpanī (Manual of mindfulness of breathing). — Kandy, Sri Lanka: Buddhist Publication Society, 1999. — ISBN 955-24-0194-1, 978-955-24-0194-7.
- Anatta Dipani (Manual of Impersonality, Руководство по безличности) (англ.). Scribd. Дата обращения: 6 июля 2021.
- Asankhāra-sasankhāra-vinicchaya Dīpanī
- Bhāvanā Dīpanī (Manual of Mental Concentration, Руководство по концентрации ума)
- Bodhipakkhiya Dīpanī (Manual of the Requisites of Enlightenment, Руководство по необходимым условиям просветления)
- Catusacca Dīpanī (Manual of the Four Noble Truths, Руководство по четырём благородным истинам)
- Cetīyangana-vinicchaya Dīpanī
- Chapter on Material Qualities (Глава о свойствах материи)
- Daḷhi Kamma Dīpanī Nissaya (Manual of Firm or Strong Volitional Action in Burmese, Руководство по твердым или сильным волевым действиям) — ответ на вопрос, заданный Ашин Вимала Тхера из деревни Саваттхи на Шри-Ланке: «Есть ли польза от второго рукоположения для того, кто уже стал членом Сангхи?»
- Dānādi Dīpanī
- Decision on ājīvatthamaka Sīla (Заключение по адживаттхамака шила)
- Decision on Vikālabhojana-sikkhāpada (Заключение по Викалабходжана-сиккхапада)
- Dhamma Dīpanī —  ответ Леди Саядо на вопрос, заданный жителями деревни Окканн в 1901 году о том, есть ли польза в подаянии милостыни трём категориям людей: (1) честному человеку (ладжжи); (2) бесстыдному человеку (аладжжи) и (3) безнравственному человеку (дуссила)[9].
- Dīghāsana-vinicchaya Dīpanī
- Epic on Samvega (Эпопея о Самвеге)
- Gambhīra-kabyā-kyan (Manual of Profound Verses, Руководство к глубоким стихам)
- Gonasurā Dīpanī (A Manual of Cows and Intoxicants, Руководство о коровах и интоксикантах)
- Inaparibhoga-vinicchaya Dīpanī
- Inscription at Sīhataw Pagoda
- Kammatthāna Dīpanī (Manual of Meditation-subjects, Руководство по объектам медитации)
- Lakkhana Dīpanī (Manual of Characteristics of Existence, Руководство по характеристикам существования)
- Ledi Questions and Answers (Вопросы и ответы Леди)
- Magganga Dīpanī (A Manual of the Path Factors, Руководство по факторам пути)
- Mahāsayana Dīpanī (Manual of the Great Lying Down, Руководство по правильному лежанию)
- Nibbāna Dīpanī (Manual of Nibbāna, Руководство по Ниббане)
- Nibbāna-visajjanā Manual
- Niyāma Dīpanī (Manual of Cosmic Order, Руководство и мироустройству)
- Open letter for abstention from taking beef (Открытое письмо о воздержании от употребления говядины)
- Paramattha Sankhitta (Summary of the Ultimates, Краткое описание высших достижений)
- Pāramī Dīpanī (Manual of Perfections, Руководство по совершенствованиям)
- Paticcasamuppāda Dīpanī (Manual of Dependent Origination, Руководство по взаимозависимому происхождению)
- Prosody Sankhitta
- Questions on Sotāpanna (Вопросы к сотапанне)
- Rogantara Dīpanī
- Rūpa Dīpanī (Manual of Material Qualities, Руководство по свойствам материи)
- Saccattha Dīpanī
- Sadda Sankhitta
- Sarana-gamana-vinicchaya Dīpanī
- Sāsanadāyajja Dīpanī
- Sāsanavisodhanī, Vols. I, II & III. — ответы Леди Саядо на вопросы учеников-мирян о буддизме. Первая часть содержит учения Будды о Параматтха и Пансатти Дхаммах; великое преимущество Трех драгоценностей; объяснение того, существует ли настоящая Сасана или нет; причины исчезновения Сасаны; объяснения по разрешению споров на темы хороших нравственных действий (пунньякирьявада, пали puññakiriyavāda); десять моральных заповедей, сект Камма и Двара Сагхи, соблюдения бхиккху ретритов во время вассы, мирские дела и астрология, разрешение мирских споров, вопросы самости (атта) и несамости (анатта); объяснения по четырем великим религиям мира; ответы на пять вопросов, заданных сектой Хнеттвин; и ответ на семь вопросов Ашина Вималы. Во второй части содержатся комментарии на тему того, как буддийские монахи должны давать показания в качестве свидетелей; сравнения буддизма с христианством и т. д. Третья часть озаглавлена «Очищение Сасаны» и посвящена предотвращению искажения учения Будды[9].
- Sikkhā-gahana-vinicchaya Dīpanī
- Sīlavinicchaya Dīpanī
- Somanassaupekkhā Dīpanī (Manual of Joy and Equanimity, Руководство по радости и равностности)
- Spelling Sankhitta
- Sukumāra Dīpanī
- Upasampada-vinicchaya Dīpanī
- Uttama Purisa Dīpaniī (A Manual of the Excellent Man, Руководство превосходного человека)
- Vijjāmagga Dīpanī (Manual of the Way to Path-Knowledge, Руководство на пути к Святому знанию)\
- Vinaya Sankhitta
- Virati-sīlavinicchaya Dīpanī.

#### Книги, изданные на русском языке
- Осознанное дыхание. Великая сутта основ памятования. Теория дхамм / переводчик Устьянцев Дмитрий. — Ганга, 2019. — 160 с. — (Бодхи). — ISBN 978-5-907059-84-9.